# Сауснея
Са́уснея (латыш. Sausnēja) — населённый пункт в Эргльском крае Латвии. Входит в состав Сауснейской волости. Находится на региональной автодороге P78 (Плявиняс — Эргли). Расстояние до посёлка Эргли составляет около 12 км, расстояние до города Мадона — около 51 км.
По данным на 2017 год, в населённом пункте проживало 86 человек. Есть начальная школа, библиотека, скорая помощь, несколько магазинов и музей писателя Вольдемара Залитиса.

## История
Ранее в селе располагалось поместье Сауснея (Саусен).
В советское время населённый пункт был центром Сауснейского сельсовета Мадонского района. В селе располагалась центральная усадьба колхоза «Яунайс дарбс».
В селе Сауснея родился латышский писатель Вольдемар Залитис (Валдис; 1865—1934).